# 日本ゼネラルフード
日本ゼネラルフード株式会社（にっぽんゼネラルフード、英: Nippon General Food Co., Ltd.）は、愛知県名古屋市中区に本社を置き給食サービス（コントラクトフードサービス）を展開する企業。

## 概要
1967年（昭和42年）2月16日設立。オフィスや工場などの社員食堂や病院、社会福祉施設、学校などの給食サービスおよび配送弁当や出張パーティーの設営などを行う。

## 沿革
- 1967年（昭和42年）2月16日 - 「日本ゼネラルフード株式会社」として設立[1]。
- 1975年（昭和50年）1月 - ゼネラル興産株式会社を設立[1]。
- 1977年（昭和52年）1月 - ゼネラル物産株式会社を設立[1]。
- 2005年（平成17年）10月 - 星光株式会社の全株式を取得し子会社化[1]。
- 2006年（平成18年）11月 - 星光株式会社と西日本支社を統合[1]。西日本ゼネラルフード株式会社を設立[1]。
- 2008年（平成20年）4月 - 日本ケータリング株式会社を設立[1]。
- 2010年（平成22年）3月 - 西日本ゼネラルフード株式会社を吸収分割（一部を除く）。
- 2011年（平成23年）2月1日 - 三菱重工業グループのダイヤ食品サービス株式会社（現・DSフードサービス株式会社）、名菱興フードサービス株式会社（現・メイフード株式会社）、株式会社フーズ菱和（現・株式会社フーズ・リョーワ）の3社の全株式を取得し子会社化[1]。
- 2012年（平成24年）7月1日 - 東京電力株式会社の子会社である東京リビングサービス株式会社の全株式を取得し子会社化[1]。
- 2014年（平成26年）9月 - 日本ゼネラルサポート株式会社を設立[1]。同月、福島復興給食センター株式会社を設立[1]。
- 2016年（平成28年）
  - 3月 - 日本ゼネラル物産株式会社を吸収合併し、食品流通本部として統合[1]。
  - 6月 - 富士通株式会社と富士通リフレ株式会社のフードサービス事業部門を会社分割により事業承継したFJリフレ株式会社の全株式を取得し子会社化[1][5]。
  - 8月 - 子会社の東京リビングサービス株式会社を吸収合併し、東京リビングサービス事業本部として統合[1]。
- 2018年（平成30年）12月 - NGFホールディングス株式会社を設立し、持株会社制に移行[1]。
- 2021年（令和3年）9月 - 子会社のDSフードサービス株式会社、メイフード株式会社、株式会社フーズ・リョーワ、FJリフレ株式会社の4社と経営統合[1]。
- 2023年（令和5年）11月 - 給食受託先の静岡県・西伊豆町の特別養護老人ホームで食中毒が発生。33名が発症し、内2名が死亡。[6]
- 2024年（令和6年）5月 - 名古屋市発注の公立中学校向け給食事業の入札で談合したとして、公正取引委員会から、独禁法違反（不当な取引制限）で、同業社5社と共に、計約3億9000万円の課徴金納付を命じられる。[7]
- 2024年（令和6年）
  - 5月 - 給食受託先の長野市内の寮で食中毒が発生。125人が下痢や腹痛を発症。[8]
  - 8月1日 - NGFホールディングス株式会社が同業の東京ケータリング・ホールディングス株式会社の全株式を取得し子会社化[1]。
  - 10月1日 - 株式会社レッティの全株式を取得し子会社化[9]。
- 2025年（令和6年）
  - 4月 - 名古屋市発注の公立中学校向け給食事業の入札で談合したとして、名古屋市から、同業社5社と共に計約21億4300万円の賠償金を請求される。[10]
  - 7月-兵庫区にある三菱重工神戸造船所の社員食堂で3日（木）に提供された料理を食べた54人がおう吐や下痢などの症状を発症[11]

## 事業所
- 本社（愛知県名古屋市中区）[1]
- 東京本社（東京都品川区）[1]
- 関西支社（大阪府大阪市中央区）[1]
- 静岡支社（静岡県沼津市）[1]
- 北陸支社（石川県金沢市）[1]
- 札幌営業所（北海道札幌市）[1]
- 東北営業所（宮城県仙台市宮城野区）[1]
- 長野営業所（長野県松本市[1]
- 西日本営業所（山口県下関市）[1]
- 食品流通センター（愛知県尾張旭市）[1]
- スクールキッチン（愛知県尾張旭市）[1]

## 関連会社
- NGFホールディングス株式会社[1]
- 東京ケータリング・ホールディングス株式会社[1]
- 日本ケータリング株式会社[1]
- 福島復興給食センター株式会社[1]
- 株式会社レッティ[1]
- 株式会社flippers[1]
- 日本ゼネラルサポート株式会社[1]
- 西洋ゼネラルフード株式会社[1]